# شيلدون سيلفر
شيلدون سيلفر (بالإنجليزية: Sheldon Silver)‏ من مواليد 13 فبراير 1944 هو محام وسياسي من الحزب الديمقراطي من مدينة نيويورك، الذي ترقى ليصبح رئيس للجمعية ولاية نيويورك عام 1994 وحتى اعتقاله بتهمة الفساد الإداري في عام 2015. بعد استقالته من منصب رئيس المجلس، أدين بكل التهم، وطرد من الجمعية، وشُطب اسمه من نقابة المحامين تلقائيا لإدانته بارتكاب جناية، كما غُرِّم 7.000.000 دولار، وحكم عليه بالسجن لمدة 12 عاما.

## الحياة الخاصة
يهودي أرثوذكسي آباؤه من المهاجرين الروس عاش كل حياته في الجانب الشرقي من مانهاتن السفلى و. تخرج من ثانوية الحاخام يعقوب يوسف في شارع هنري، حيث كان كابتن فريق كرة السلة. تخرج من جامعة يشيفا مع درجة البكالوريوس في الآداب في عام 1965، وحصل على دكتوراه في القانون من كلية الحقوق في بروكلين في عام 1968.